# Brennerský průsmyk
Brennerský průsmyk (italsky Passo del Brennero, německy Brennerpass, latinsky Brennus Mons) se nachází ve Východních Alpách na rakousko-italských hranicích, odděluje Stubaiské Alpy a Zillertalské Alpy. Nalézá se ve výšce 1 374 m n. m. Na italské straně průsmyku leží obec Brenner s velkým nádražím.

## Historie
Již v prehistorických dobách byl stezkou, kterou využívali Římané (od r. 48 n. l.).

Od roku 1772 jím vedla silnice, od roku 1867 železnice a od roku 1974 dálnice Innsbruck – Bolzano, na jejíž trase je most Europabrücke, který je se svou výškou 192 m jedním z nejvyšších v Evropě.

## Externí odkazy

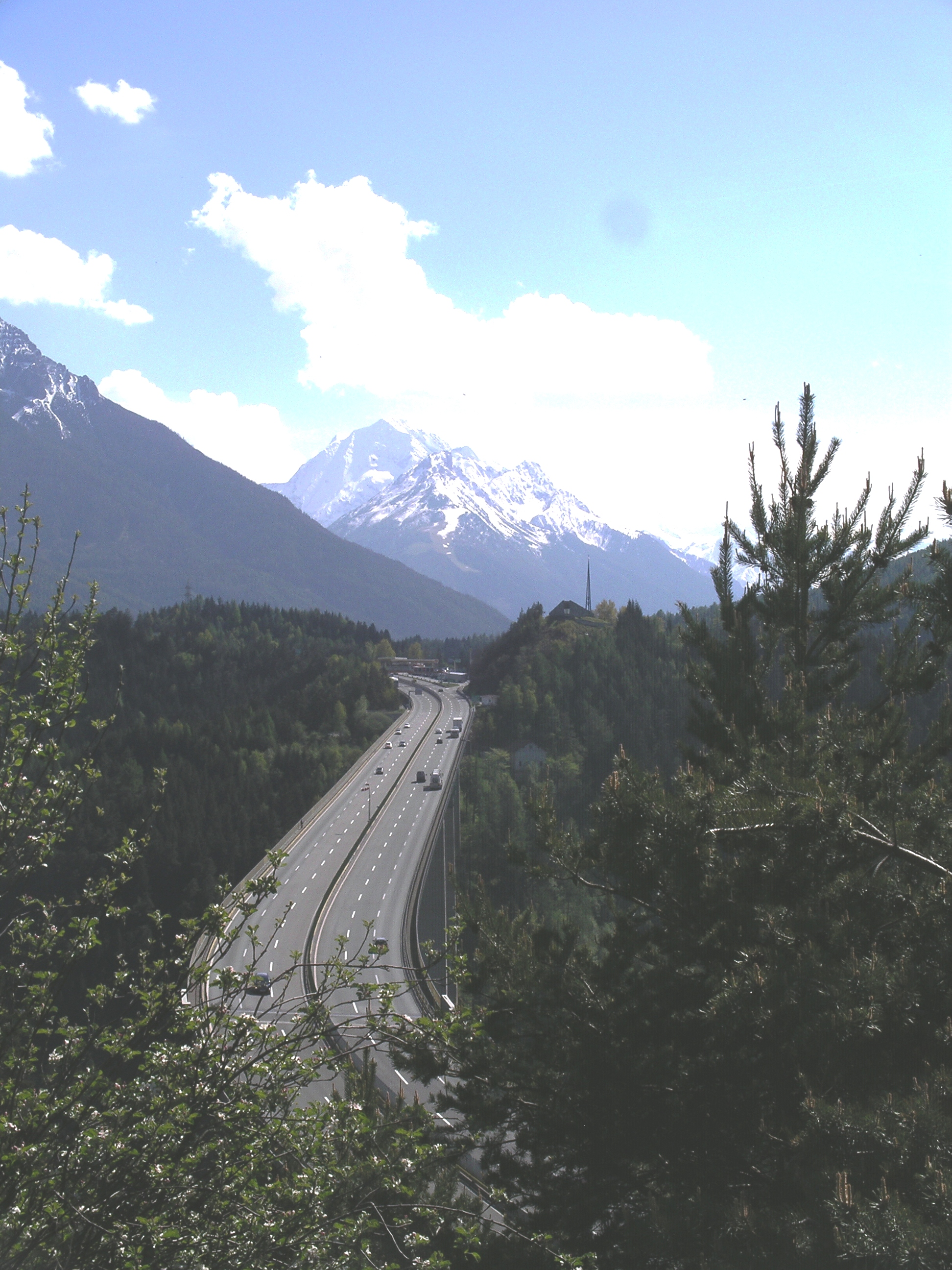
Pohled na brennerskou dálnici s mostem Europabrücke u obce Patsch (těsně před Innsbruckem), v pozadí vrchol Habicht v údolí Stubaital